# Frankrike i Eurovision Song Contest 2012
Frankrike deltog i Eurovision Song Contest 2012 i Baku i Azerbajdzjan. 

## Internt val
France 3 meddelade i november att man återigen skulle välja artist internt, något man gjort varje år sedan 2008. Den 29 november blev det klart att den fransk-indonesiska sångerskan Anggun skulle representera Frankrike. Den 17 januari avslöjades det att titeln på den låt hon skulle framföra var "Echo (You and I)" och att låten var skriven av William Rousseau samt Jean-Pierre Pilot. Ett kort utdrag från låten släpptes den 26 januari. Hela låten släpptes den 29 januari.

## Vid Eurovision
Frankrike deltog i finalen den 26 maj. Där hade de startnummer 9. De hamnade på 22:a plats med 21 poäng. Frankrike fick poäng från 6 av de 41 röstande länderna. Det högsta de fick från ett och samma land var 6 poäng som de fick från både Schweiz och Island.
Frankrike röstade även i den andra semifinalen.